# Jonathan Ligali
Jonathan Ligali (Montpellier, 28 maggio 1991) è un ex calciatore francese, di ruolo portiere.

## Carriera

### Club
Nella stagione 2012-2013 ha esordito in Ligue 1 e in UEFA Champions League con il Montpellier.

### Nazionale
Ha preso parte al Mondiale Under-20 del 2011 giocando 7 partite.